# Çünzəli
Çünzəli è un comune dell'Azerbaigian situato nel distretto di Cəlilabad. Conta una popolazione di 849 abitanti.